# Anton Bernolák
Anton Bernolák (magyarosan: Bernolák Antal), (Szlanica, Árva vármegye, 1762. október 4. – Érsekújvár, 1813. január 15.) katolikus pap, író, nyelvész; a szlovák irodalmi nyelv megalapítója.

## Korai évei
Nemesi családból származott, szülei Bernolák György és Timcsák Anna voltak. 1774-től 1778-ig Rózsahegyen járt gimnáziumba. Miután a teológiát Pozsonyban és Nagyszombatban elvégezte, papi pályára lépett. Előbb Cseklész plébánosa lett, és ebből a kis faluból élete vége felé került át Érsekújvárra, ahol lelkész és esperes volt. Már korán elkezdte a szláv nyelvek tanulmányozását; 25 éves volt, amikor megírta Dissertatio című művét.
Fellépése előtt a szlovákok könyveiben a cseh nyelv volt az uralkodó. Az 1780-as évektől kezdve szembehelyezkedett a cseh irodalmi hagyományokkal. Működése nyomán egyre többen vallották, hogy a szlovák önálló nyelv a szláv nyelvcsaládban, nem pedig a cseh nyelv durvább szójárása; ahogy a szlovák nép is különálló egység és nem a cseh nemzet egyik távolabb eső része.

## A szlovák irodalmi nyelvért
A szlovák irodalom művelésére irodalmi kört hozott létre, amely 1793-ban alakult Nagyszombatra és a Felvidék nyugati vármegyéire is kiterjedt. A kör kiadványainak a főpapok között is pártfogókat tudott szerezni, akik műveit szélesebb körben terjesztették. Mint író arra törekedett, hogy az ő fellépéséig általánosan használt cseh irodalmi nyelv helyébe a szlovákot helyezze, és ezzel az irodalmat a szlovák népnek hozzáférhetőbbé tegye. Irataiban a cseh nyelvhez a legközelebb álló nagyszombati nyelvjárást követte, ha pedig a fogalmak kifejezésére a nép nyelvében szavakat nem talált, ilyeneket maga alkotott.
A későbbiekben egységesülő szlovák irodalmi nyelv már eltért Bernolák nyelvétől. A keményebben hangzó turóc-liptói szójárást fogadta el alapul, s az ő műszavait is használaton kívül hagyták. Emiatt Bernolák működése csak átmenetnek tekinthető a cseh irodalomtól a tulajdonképpeni szlovák irodalomhoz. Fellépésének köszönhetően a szlovák nép irodalmi önállóságához, s a csehtől való különválásához vezetett. Az ő nyomában egész írói nemzedék lépett, amely hűen követte mesterének tanait. Ezeket bernolákistáknak nevezték (köztük a legkiválóbb Holly János költő volt).

## Művei
- Dissertatio philologico-critica de litteris slavorum (Pozsony, 1787). A szlovák irodalmi nyelv alapjait ez a mű fektette le.
- Grammatica slavica (Pozsony 1787 és 1790. Utolsó kiadása Budán, 1849). Az első igazi szlovák nyelvtan; a nagyszombati szlovák nyelvjárás alapján készült. Később latinból németre fordította Bresztyanszky Antal: Slovakische Grammatik. Buda, 1817
- Etymologia vocum, slavicarum (Nagyszombat, 1791)
- Halottas beszéd mellyet néhai Horváth József úrnak, tardoskeddi plébánosnak temetése felett mondott Szlanitzky Bernolák Antal; Weinmüller Ny., Komárom, 1809
- Szlanitzki Bernolák Antal: Bé-iktató beszéd fő tisztelendő Szabó Pál úrnak a tardoskeddi plébániának valóságos birtokába-való bé-vezetésekor. Boldog Asszonyhavának 25dikén 1809dik esztendőben; Weinmüllerné Ny., Komárom, 1809
- Lexicon slavicum, bohemico-latina-germanico-ungaricum (Hat kötet. Buda, 1825–1827). Szlovák–cseh–latin–német–magyar szótár. A hatalmas munka halála után jelent meg. Palkovics György esztergomi kanonok nyomatta ki saját költségén, és ahhoz Repertoriumot is írt.

## Emlékezete
- Szobra található Érsekújvárott, Nagyszombatban és Zsolnán
- Mellszobrai találhatóak Cseklészen, Jattón, Koltán, Pozsonyban több helyen és másutt